# Ford (Kansas)
Ford – miasto w Stanach Zjednoczonych, w stanie Kansas, położone na terenie Hrabstwa Ford.